# Bazylika św. Balbiny na Awentynie
Bazylika św. Balbiny na Awentynie w Rzymie (wł. Basilica di Santa Balbina all'Aventino) – rzymskokatolicki kościół tytularny w Rzymie.
Świątynia ta jest kościołem rektoralnym parafii św. Saby oraz kościołem tytularnym, mającym również rangę bazyliki mniejszej. Jest też kościołem stacyjnym z drugiego wtorku Wielkiego Postu.

## Lokalizacja
Kościół znajduje się w XXI Rione Rzymu – San Saba przy Piazza Santa Balbina.

## Patronka
Patronką świątyni jest św. Balbina – rzymianka, która poniosła śmierć męczeńską za wiarę chrześcijańską w II wieku.

## Historia
Według legendy kościół powstał jako miejsce modlitwy (tzw. Titulus Balbinae) dla chrześcijan w domu św. Balbiny. Titulus Balbinae został wymieniony w dokumentach po raz pierwszy w 595 roku, istnieje przypuszczenie, że wcześniej mógł nosić nazwę Titulus Tigridae (który był wzmiankowany w dokumentach w 499 roku). Niewykluczone, że kościół został ufundowany przez kobietę o imieniu Balbina, którą późniejsza tradycja podniosła do rangi patronki. Kościół znajduje się nad starożytnym domem, wzniesionym (wg stempli na cegłach) za panowania Hadriana.
Kościół został przebudowany w V w., a w VIII w. rozbudowano go. W 1489 r. został odrestaurowany. W późniejszym czasie kościół był poddawany wielu przeróbkom. W latach 1927–1930 został przywrócony do dawniejszego wyglądu przez Antonio Munoza.
Obok kościoła znajdują się ufortyfikowane zabudowania klasztorne. Nie wiadomo, kto i kiedy ufundował klasztor, być może miało to miejsce w końcu VI wieku. W XIX wieku patronką klasztoru została św. Dorota.

## Architektura i sztuka
Kościół ma charakter halowy z niszami w ścianach bocznych, zamknięty jest apsydą.
Ołtarz główny pochodzący z 1742 r. zawiera urnę z relikwiami św. Balbiny, św. Felicissimo i innych męczenników. W górnej części apsydy znajduje się fresk z 1623 r. autorstwa Anastasio Fontebuoni Odkupiciel w chwale pomiędzy świętymi Balbiną, Felicissimo i Kwirynem wraz z papieżem. Za ołtarzem stoi tron biskupi z XIII wieku.
W czwartej niszy po prawej stronie znajduje się marmurowy relief Ukrzyżowanie, którego autorstwo przypisywane jest Mino da Fiesole i Giovanniemu Dalmacie.

## Kardynałowie prezbiterzy
Bazylika św. Balbiny jest jednym z kościołów tytularnych nadawanych kardynałom-prezbiterom (Titulus Sanctae Balbinae).
- Piotr (udokumentowany w 595)
- Grzegorz (udokumetowany w latach 743–769)
- Paweł (udokumentowany w 853)
- Benedykt (udokumentowany w 879)
- Leon (udokumentowany w 963–964)
- Guido (kardynał w obediencji antypapieża Klemensa III, udokumentowany w 1098–1099)
- Vitalis (1111–1116)
- Guido (1116–1120)
- Odaldus (1120–ok. 1122)
- Grzegorz (1125–1139), w latach 1130–1138 w obediencji antypapieża Anakleta II
- Simon de La Charite (1295–1296)
- Eleazario da Sabrano (1378–1379)
- Bandello Bandelli (1408–1415)
- Guglielmo Carbone[a] (1411–ok. 1416)
- John Kempe (1440–1452)
- Amico Agnifilo (1467–1469)
- Giovanni Battista Cibo (1473–1474?)
- Girolamo Basso della Rovere (1477–1479)
- Juan Margarit i Pau (1484)
- Juan de Vera (1500–1507)
- Francisco Jiménez de Cisneros (1507–1517)
- Giovanni Piccolomini (1518–1524)
- Girolamo Ghinucci (1535–1537)
- Gasparo Contarini (1537–1539)
- Pierpaolo Parisio (1540–1545)
- Jacopo Sadoleto (1545)
- Otto Truchsess von Waldburg (1545–1550)
- Pedro Pacheco de Villena (1550–1557)
- Lorenzo Strozzi (1557–1571)
- Gaspar Cervantes de Gaete (1572–1575)
- Gaspar de Quiroga y Vela (1578–1594)
- Pompeio Arrigoni (1597–1616)
- Antonio Zapata y Cisneros (1616–1635)
- Alfonso de la Cueva-Benavides (1635–1644)
- Juan de Lugo (1644–1660)
- Pascual de Aragón-Córdoba-Cardona (1661–1677)
- Lazzaro Pallavicino (1677–1680)
- José Sáenz de Aguirre (1687–1694)
- Ferdinando d’Adda (1696–1714)
- Antonio Felice Zondadari (1715–1731)
- Girolamo Grimaldi (1731–1733)
- Thomas-Philippe Wallard d’Hénin-Liétard (1733–1752)
- Girolamo Spinola (1760–1775)
- Alessandro Mattei (1782–1786)
- Antonio Felice Zondadari (1801–1823)
- Ercole Dandini (1823–1840)
- Silvestro Belli (1841–1844)
- Giacomo Piccolomini (1846–1847)
- Giuseppe Pecci (1850–1855)
- Enrico Orfei (1858–1870)
- Giuseppe Andrea Bizzarri (1875–1877)
- Giacomo Cattani (1880–1887)
- Amilcare Malagola (1893–1895)
- Donato Maria Dell’Olio (1901–1902)
- Auguste-René Dubourg (1916–1921)
- Jean Verdier (1929–1940)
- Clément-Émile Roques (1946–1964)
- Léon-Étienne Duval (1965–1996)
- Péter Erdő (2003–2023)